# Kurt Furgler

Kurt Furgler (1985)

Kurt Furgler (Valens, 24 juni 1924 – 23 juli 2008), was een Zwitsers politicus.
Furgler studeerde rechten aan de Universiteit van Fribourg en in Zürich. Hij opende een advocatenpraktijk in Sankt Gallen. Daarna was hij voorzitter van de christen-socialen van het kanton Sankt Gallen. In 1954 werd hij in de Nationale Raad (federaal parlement) gekozen. Van 1957 tot 1960 was hij lid van de Kantonsraad van Sankt Gallen, het kantonsparlement. 
Op 8 december 1971 werd Furgler in de Zwitserse Bondsraad gekozen. Hij bleef lid van de Bondsraad tot 31 december 1986. Van 1972 tot 1982 beheerde hij het Departement van Justitie en Politie en 1982 tot 1986 het Departement van Economische Zaken. 
Furgler betoonde zich een kundig politicus en hij verwierf ook bekendheid in het buitenland. Hij zocht actief toenadering tot de Europese Gemeenschap. 
Als hoofd van het Departement van Justitie en Politie voerde hij in 1981 de gelijkberechting van man en vrouw in.
Kurt Furgler was lid van de Christendemocratische Volkspartij. In 1976, 1980 en in 1984 was hij vicepresident en in 1977, 1981 en in 1985 was hij bondspresident.
Furgler was erelid van de Club van Rome.